# Bokusatsu Tenshi Dokuro-chan
Bokusatsu Tenshi Dokuro-chan (jap. 撲殺天使ドクロちゃん, dt. „Totschlag-Engel Dokuro-chan“) ist eine Light-Novel-Reihe von Masaki Okayu mit Illustrationen von Torishimo. Die Reihe wurde auch als Manga, Anime, Computerspiel und Hörspielserie umgesetzt.
Die Handlung dreht sich um den weiblichen Engel Dokuro Mitsukai, die den Jungen Sakura Kusakabe töten soll. Das Werk lässt sich in die Genre Komödie, Romanze und Ecchi einordnen und stellt eine Parodie auf Magical-Girl-Geschichten dar.

## Handlung
Der weibliche Engel Dokuro Mitsukai (三塚井 ドクロ) wird aus der Zukunft ins Japan der Gegenwart zurückgeschickt, um dort den Oberschüler Sakura Kusakabe (草壁 桜) zu töten. Sakura wird in der Zukunft das Geheimnis der Unsterblichkeit entdecken, wodurch alle Frauen nicht mehr altern, wenn sie ein physisches Alter von zwölf Jahren erreicht haben. Ihm wird deshalb in der Zukunft vorgeworfen werden, eine pädophile Welt erschaffen zu haben, was nun im Vorfeld verhindert werden soll.
Dokuro entscheidet sich jedoch, ihn nicht zu töten, sondern ihn stattdessen so sehr zu beschäftigen und abzulenken, dass er keine Gelegenheit hat, irgendwelche Technologien zu entwickeln. Sie folgt ihm deshalb auf Schritt und Tritt, taucht in den unmöglichsten Situationen plötzlich auf und sorgt durch Unbedachtheit oder Ungeschicklichkeit für allerlei Chaos. Dabei beteuert Sakura immer wieder, dass er nie eine solche Technologie erfinden würde. Dennoch blamiert Dokuro ihn häufig in der Schule.
Auch wenn sie Sakura ständig ärgert und ihm das Leben schwer macht, empfindet Dokuro doch große Zuneigung zu ihm. Trotzdem erschlägt sie ihn regelmäßig, wenn sie sich über ihn aufregt, auf sehr blutige Weise mit ihrem magischen Knüppel Excalibolg, einem japanischen Kanabō mit großen Eisenspitzen. Danach holt sie ihn mit schlechtem Gewissen durch einen Zauberspruch wieder ins Leben zurück. Sakura jedoch ist in seine Mitschülerin Shizuki Minakami (水上 静希,) verliebt. Diese ist die einzige Person aus seiner Klasse, die immer hinter ihm steht und die seltsamen Dinge die mitunter geschehen einfach als gegeben hinnimmt.
Mit der Zeit lernt Dokuro, sich in dieser Welt zurechtzufinden. Zeitweise betreten weitere Engel die Bildfläche und versuchen ebenfalls Sakura umzubringen oder eben das zu verhindern. Schließlich erscheint Dokuros jüngere Schwester Zakuro Mitsukai (三塚井 ザクロ), um sie zur Strafe für den nicht erfüllten Auftrag in ihre Welt zurückzuholen. Wenig später jedoch kommt Dokuro aus der Zukunft zurück zu Sakura. 

## Veröffentlichungen
Ein erster Pilotkapitel wurde in Media Works’ Light-Novel-Magazin Dengeki hp Volume 20 vom 10. November 2002 veröffentlicht, geschrieben von Masaki Okayu und illustriert von Torishimo. Vom 10. Juni 2003 bis zum 10. Oktober 2007 erschien dann die 10-teilige Buchreihe.
Zudem wurde am 10. Juni 2006 ein Tributroman namens Bokusatsu Tenshi Dokuro-chan desu geschrieben, der Kurzgeschichten zu Bokusatsu Tenshi Dokuro-chan enthielt die neben Masaki Okayu von anderen Light-Novel-Autoren geschrieben wurden. Diese Autoren waren Tsutomu Mizushima (Regisseur des Anime), Nagaru Tanigawa (Suzumiya Haruhi), Toshihiko Tsukiji (Maburaho und Kämpfer), Keiichi Sigsawa (Kinos Reise), K-Ske Hasegawa (Shinigami no Ballad.), Ryohgo Narita (Baccano!) und Kazuma Kamachi (To Aru Majutsu no Index) mit Illustrationen von Torishimo, Clamp, Hekiru Hikawa, Ēji Komatsu, Noizi Ito, Akio Watanabe, Shaa und Kanna Wakatsuki.

## Manga
Von August 2004 bis Juni 2006 wurde ein Manga zur Light Novel im Magazin Monthly Comic Dengeki Gao! (10/2004 bis 8/2006) von Media Works veröffentlicht. Der Manga wurde gezeichnet von Mitsuna Ōse und zwischen März 2005 und März 2006 in drei Bänden zusammengefasst. Diese wurden von Kadokawa Shoten auch in Taiwan veröffentlicht.
Ein weiterer Manga namens Bokusatsu Tenshi Dokuro-chan: Riburu (撲殺天使ドクロちゃん りぴる) erschien zwischen Oktober 2006 und Oktober 2008 in der Dengeki Maō (12/2006 bis 12/2008) ebenfalls bei Media Works. Der Zeichner war Kasumu Karino.

## Anime
Die erste Staffel des Animes, bei der Tsutomu Mizushima Regie führte, erschien zwischen dem 13. März und 11. September 2005 kurz nach Mitternacht (und damit am vorigen Fernsehtag) auf dem Sender TV Kanagawa und einen Tag später auf CS GyaO. Sie besteht aus 8 Teilen die in 4 Doppelfolgen gezeigt wurden. Eine Veröffentlichung auf 4 DVDs erfolgte zwischen dem 25. März und 22. September 2005, so dass auf Grund des kurzen Abstandes zu den Fernsehausstrahlungen die Serie als Original Video Animation für den Videomarkt produziert wurde.
Die zweite Staffel Bokusatsu Tenshi Dokuro-chan 2 erschien am 24. August und 21. November 2007 auf je zwei DVDs mit je zwei Doppelfolgen. Allerdings wurden die ersten beiden Folgen bereits am 13. August 2007 erstmals auf der Website Bigglobe Stream gezeigt.

### Synchronisation
| Rolle            | japanischer Sprecher (Seiyū) |
| ---------------- | ---------------------------- |
| Sakura Kusakabe  | Reiko Takagi                 |
| Dokuro           | Saeko Chiba                  |
| Shizuki Minagami | Ayako Kawasumi               |
| Sabato           | Rie Kugimiya                 |
| Zakuro           | Akeno Watanabe               |

### Musik
Der Vorspanntitel Bokusatsu Tenshi Dokuro-chan wurde von Saeko Chiba produziert. Für den Abspann verwendete man das Lied SURVIVE, das ebenfalls von Saeko Chiba stammt.
Für die zweite Staffel wurden für den Vorspann Bokusatsu Tenshi Dokuro-chan 2007 und für den Abspann Bokusatsu Ondo de Dokuro-chan (撲殺音頭でドクロちゃん) verwendet. Beide stammen von Saeko Chiba.

## Hörspiele
In den Jahren 2004 und 2005 wurde je eine Hörspiel-CD zur Light Novel veröffentlicht.

## Computerspiele
2005 wurde ein auf der Reihe basierendes Computerspiel unter dem Titel Game ni Natta yo! Dokuro-chan – Kenkō Shindan Daisakusen (ゲームになったよ!ドクロちゃん～健康診断大作戦～, dt. „Es ist ein Computerspiel daraus geworden! Dokuro-chan – Große Militäroperation medizinische Untersuchung“) veröffentlicht. Das Spiel ist für die Konsole PlayStation 2 ausgelegt.